# Liste von Automuseen in Belgien

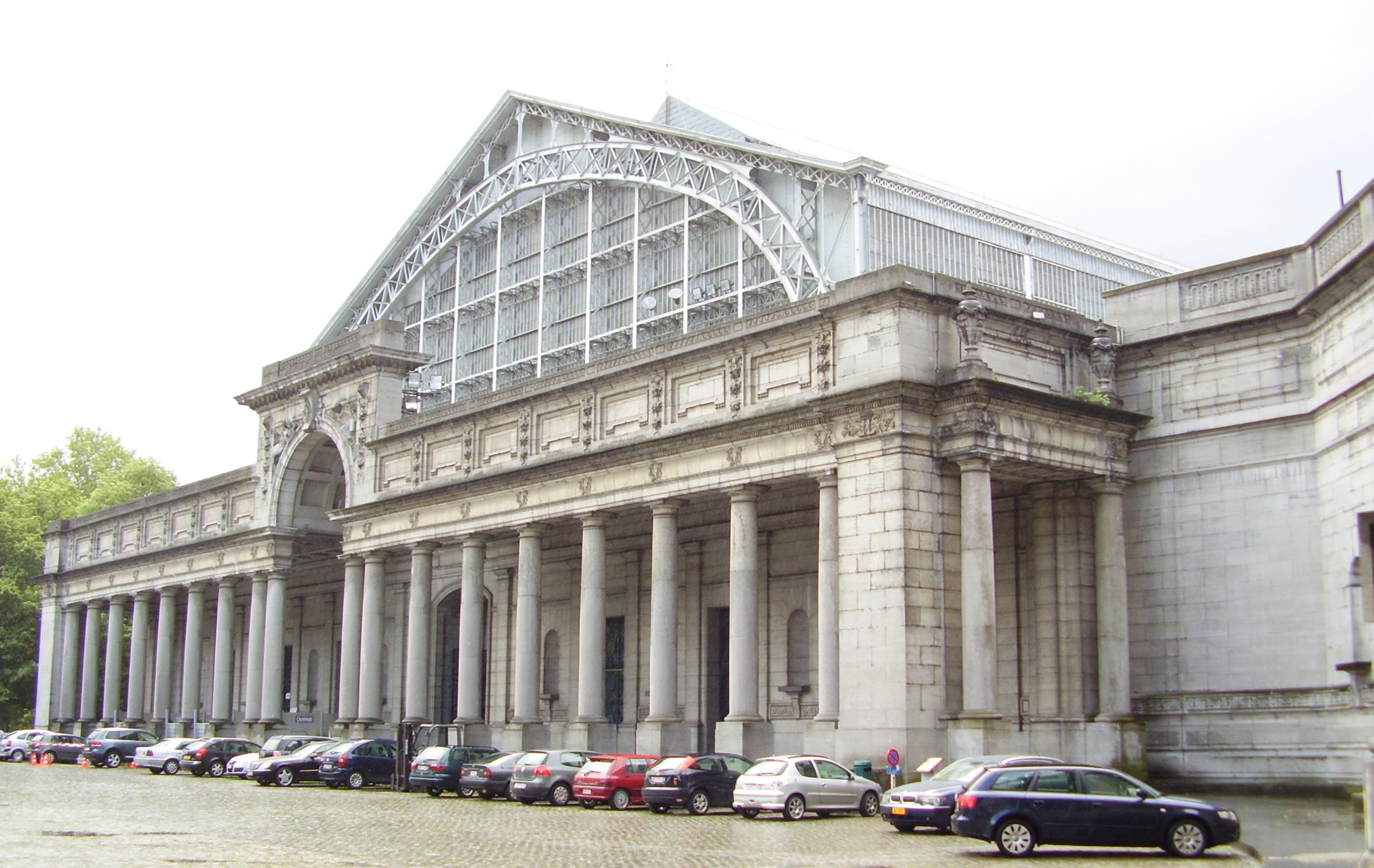
Autoworld Brussels in Brüssel

Die Automuseen in Belgien sind üblicherweise ganzjährig geöffnet. Darunter befinden sich große öffentliche Museen mit festen Öffnungszeiten ebenso wie kleine Privatsammlungen, die teilweise nur nach Vereinbarung geöffnet sind. 
Die beiden größten Museen – die Autoworld in Brüssel und Mahymobiles im wallonischen Leuze-en-Hainaut – basieren auf der Sammlung von Ghislain Mahy.  

## Tabellarische Übersicht aktueller Museen
Die Tabelle ist absteigend nach der Anzahl der ausgestellten Personenkraftwagen sortiert, und bei gleicher Anzahl alphabetisch aufsteigend nach Ort. In der Spalte Stand ist das Jahr angegeben, auf das sich die Angaben Anzahl ausgestellter Pkw und Besondere Pkw beziehen. Die Auflistung in der Spalte Besondere Pkw erfolgt alphabetisch.
| Name des Museums                           | Ort                  | Beschreibung                                                       | Anzahl ausgestellter Pkw | Stand | Besondere Pkw |
| ------------------------------------------ | -------------------- | ------------------------------------------------------------------ | ------------------------ | ----- | --- |
| Autoworld Brussels                         | Brüssel              | Autos                                                              | 209                      | 2011  | Alva C Coupé 1913, Aster Tricycle 1899, Automoto Quadricycle 1899, Belga Rise BR 8 1934, Cottereau 1901, FN 2000 A 1908, Fondu CF 1906, Germain Tonneau 1898, Imperia TA 8 Roadster 1948, Jean Piat 1900, Minerva 26 CV Type X 1911, Nagant 1000 C 15 CV 1923, Oméga Six 1929, Ravel 1925 und Sizaire-Naudin 1910 |
| Musée Communal de l'Automobile Mahymobiles | Leuze-en-Hainaut     | Autos, Motorräder und Fahrräder                                    | 190                      | 2011  | AVA Einsitzer 1914, Buchet 1923, Cleveland 41 1921, FN 2200 G 1926, Germain Phoenix 1900, Imperia TA-9 BS 1937, Luc Court 14 CV 1914, Minerva M-4 1934, Philos 4 L 1914, Ponts Moteurs V 2 1913-1914, Prunel A Tonneau 1900, Vivinus 7 CV 1900 und Volugrafo Bimbo 1946                                           |
| Automuseum Oldtimer                        | Reninge              | Autos                                                              | 91                       | 2011  | Alcyon R 1925, Excelsior D 4 1911, FN 1300 1924, La Ponette, Paige Six 1915, Prunel Tonneau 1901, Unic 1912 und Werner Tricycle 1902 |
| Musée Auto-Retro                           | Trooz                | Autos, Schwerpunkt französische Modelle                            | 71                       | 2011  | Austin A40 Somerset 1953, Citroën 2CV, Ami 6, C 4, DS, Dyane, Rosalie, SM und Traction Avant, Panhard Dyna Camionnette 1952, Peugeot 201, 202, 203, Rosengart 5 CV 1936 und Vespa 400 1958 |
| American Fifties                           | Nivelles             | Autos, Schwerpunkt amerikanische Modelle                           | 43                       | 2002  | Chrysler 45 Royal 1949, DeSoto SP-15 C 1948, Frazer F-47 C Manhattan 1947, Kaiser K-532 Manhattan 1953, Nash 60 Airflyte Ambassador 1951 und Studebaker Avanti 1963 |
| IFA Automobielmuseum                       | Sint-Katelijne-Waver | Autos, Schwerpunkt DDR-Modelle, Besichtigung nur nach Vereinbarung | 33                       | 2014  | AWZ P 70, EMW 340, IFA F 8 und F 9, Melkus RS 1000 und RS 2000, Trabant P 50, 600, 601 und 1.1, Wartburg 311, 312, 313, 353 und 1.3 |
| Musée du Circuit de Spa-Francorchamps      | Stavelot             | Autos, Rennwagen und Motorräder                                    | 29                       | 2011  | Alfa Romeo Giulia Sprint Coupé 1963, De Dion-Bouton Vis-à-Vis 1902, Ford GT 40 1967 und Swift 1909 |
| Abarth Works Museum, Guy Moerenhout Racing | Lier                 | Autos, Schwerpunkt Abarth, Vereinbarung sinnvoll                   | 26                       | 2011  | Abarth 595 SS, 750, 1000, OT 1000, Formula 2000, Fiat 124, 131, 850 und Ritmo, Simca-Abarth 1150 SS und 1300 GT |
| Musée "Les Amis des Ancêtres et Imperia"   | Fraipont bei Trooz   | Autos, Schwerpunkt Imperia                                         | 19                       | 2011  | Buick Roadmaster Riviera 1952, Chrysler Windsor C 25 1940, Hillman Minx, Imperia 1100, TA-7, TA-8 und TA-9, Singer SM 1500 und Vauxhall Velox 1949 |
| Musée du Transport Urbain Bruxellois       | Woluwe-Saint-Pierre  | Straßenbahnmuseum mit einigen Autos                                | 4                        | 2022  | Chevrolet Fleetmaster, Minerva Land Rover, Peugeot 403 und Renault 4CV |

## Ehemalige Museen
Diese Tabelle umfasst Museen und museumsähnliche Sammlungen, die in der Vergangenheit alte Personenkraftwagen ausstellten. Die Tabelle ist alphabetisch nach Name sortiert. Einträge ohne Blaulink zum Museum bedürfen eines Belegs.
| Name des Museums               | Ort     | Beschreibung                                        |
| ------------------------------ | ------- | --------------------------------------------------- |
| Automuseum Frans Billen-Bomans | Hasselt | Autos, Schwerpunkt Mercedes-Benz. 2008 geschlossen. |